# علیکه
علیکه، روستایی است از توابع بخش گهواره و در شهرستان دالاهو استان کرمانشاه ایران. بیشتر مردم این روستا به دامداری و کشاورزی مشغول اند

## جمعیت
این روستا در دهستان گورانی قرار داشته و بر اساس سرشماری سال ۱۳۸۵ جمعیت آن (۱۹خانوار) ۸۱نفر
بوده‌است.